# 소명대왕
소명대왕 진광계(威明大王 陳光啓, 베트남어: Chiêu Minh Đại vương Trần Quang Khải, 1241년 ~ 1294년 7월 26일)는 베트남 대월제국 황자이며 재상이자 시인이다. 진 왕조의 제1대 황제인 태종과 현자순천황후의 아들이며 성종의 동생이다. 이 왕조의 제8대 황제인 혜종의 손자이자 마지막 군주인 소황 여제의 조카이기도 하다.
많은 역사적 문서에 따르면 소명대왕 진광계는 어려서부터 왕작을 받았고 폭넓은 지식을 갖춘 사람으로 소수 부족의 언어를 이해할 수 있었다. 그는 1261년부터 1294년까지 대월의 재상을 지냈으며 대월-몽골 전쟁에서 저명한 인물이었다.

## 시적 작품
- 《종가환경(從駕還京)》
- 《복흥원(福興園)》
- 《류가도(劉家渡)》
- 《야서(野墅)》
- 《춘일유감(春日有感)》

## 가족 관계

### 부모
- 아버지: 태종(1218 ~ 1277)
- 어머니: 현자순천황후 이씨(1216 ~ 1248)

### 정실과 자녀
- 정실부인: 봉양공주(1244 ~ 1291)
  - 장남 : 요절
  - 아들: 문숙왕(생몰년 미상)
    - 며느리: 정국대왕의 딸인 보자공주(생몰년 미상)

  - 아들: 무숙왕(생몰년 미상)
    - 며느리: 성종의 딸인 보주공주(생몰년 미상)

  - 딸: 경휘공주(생몰년 미상)
  - 딸: 경자공주(생몰년 미상)
    - 사위: 성종의 아들인 좌천대왕(생몰년 미상)

  - 딸: 경보공주(생몰년 미상)
    - 사위: 정국대왕의 장남인 인국왕(생몰년 미상)

  - 딸: 경태공주(생몰년 미상)
    - 사위: 성종의 아들인 좌천대왕(생몰년 미상)